# جانورخانه

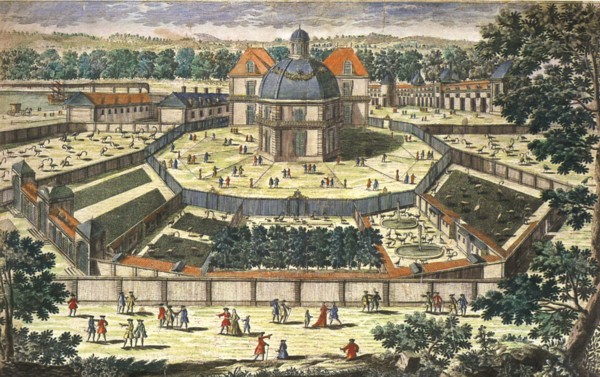
خانه‌داری ورسای در زمان سلطنت لویی چهاردهم

جانورخانه (به فرانسوی: Menagerie) مجموعه‌ای از جانوران اسیر، اغلب شگفت‌انگیز است که برای نمایش نگهداری می‌شوند یا مکانی است که چنین مجموعه‌ای در آن نگهداری می‌شود، پیش‌درآمدی برای باغ وحش نوین یا باغ جانورشناسی است.
این اصطلاح برای نخستین بار در سدهٔ هفدهم در فرانسه به کار رفت و به مدیریت ذخیرهٔ دامی یا خانگی اشاره داشت. بعدها، عمدتاً در ارجاع به مجموعه‌های جانوری اشرافی یا پادشاهی مورد استفاده قرار گرفت. دایرةالمعارف متدیکال فرانسوی زبان در سال 1782 Menagerie را به عنوان «بنیاد تجملات و کنجکاوی» تعریف می‌کند. بعداً، این اصطلاح به مجموعه‌های جانوری گردشی نیز اطلاق می‌شود که جانوران وحشی را در نمایشگاه‌های سراسر اروپا و آمریکا به نمایش می‌گذاردند.

## جانورخانه‌های اشرافی
یک جانورخانه بیشتر با یک دربار اشرافی یا سلطنتی مرتبط بود و در باغ یا پارک یک قصر قرار داشت. این اشراف می‌خواستند قدرت و ثروت خود را با نمایش جانوران شگفت‌انگیز که نامعمول، دسترس‌ناپذیر و گران‌بها برای نگهداری در حالت زنده و فعال بودند، نشان دهند.
جانورخانه‌های اشرافی از باغ‌های جانورشناسی متأخر متمایز می‌شوند، زیرا توسط اشراف‌زاده‌ای بنیان‌گذاری و وابسته به آن‌ها بوده‌اند که مقاصد اصلی آن‌ها منافع علمی و آموزشی نبوده است.

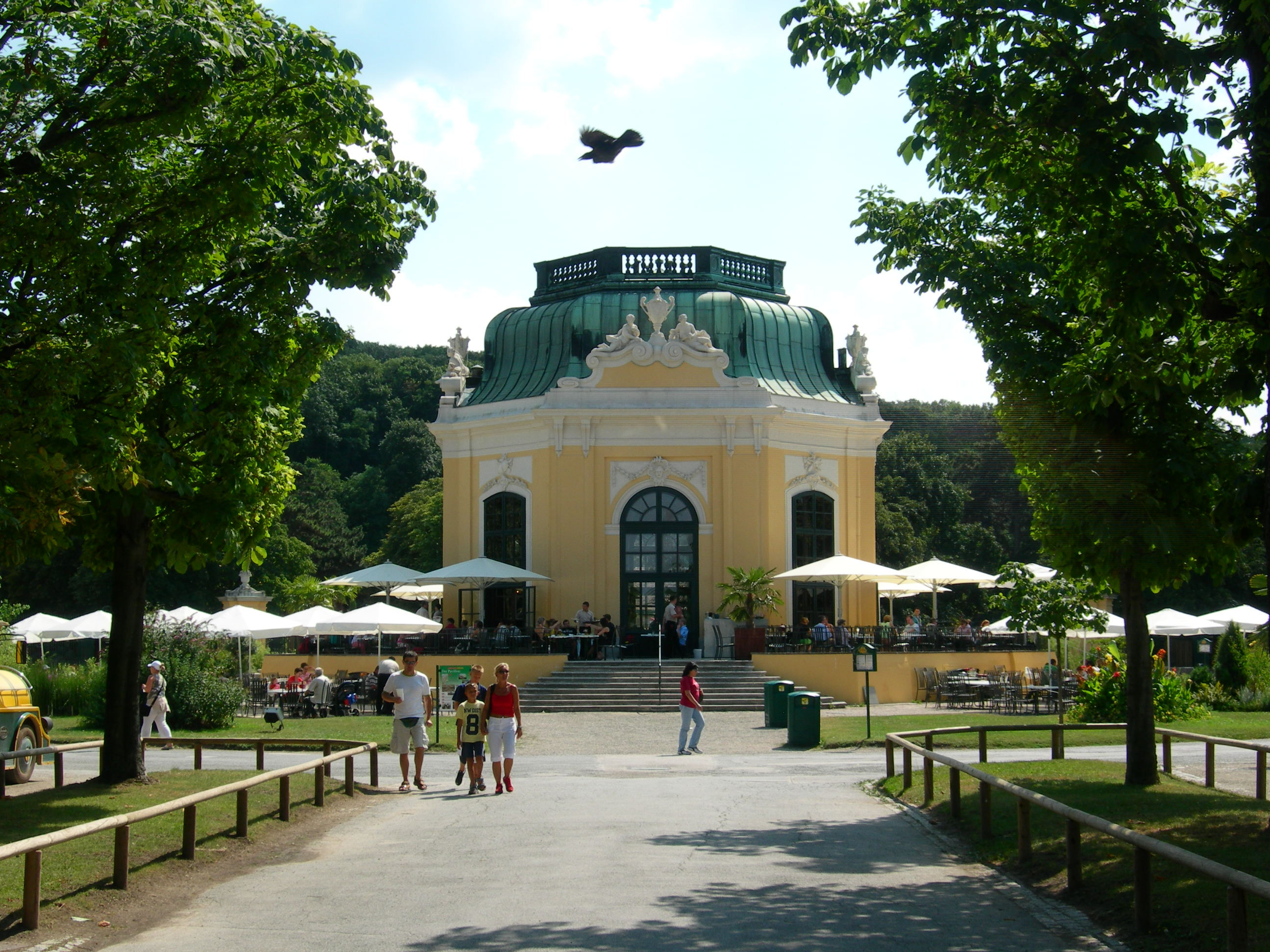
غرفه‌ای که توسط ژان نیکولا جادو د ویل ایسی در سال ۱۷۵۹ در جانورخانه هابسبورگ، Tiergarten Schönbrunn معاصر ساخته شد.

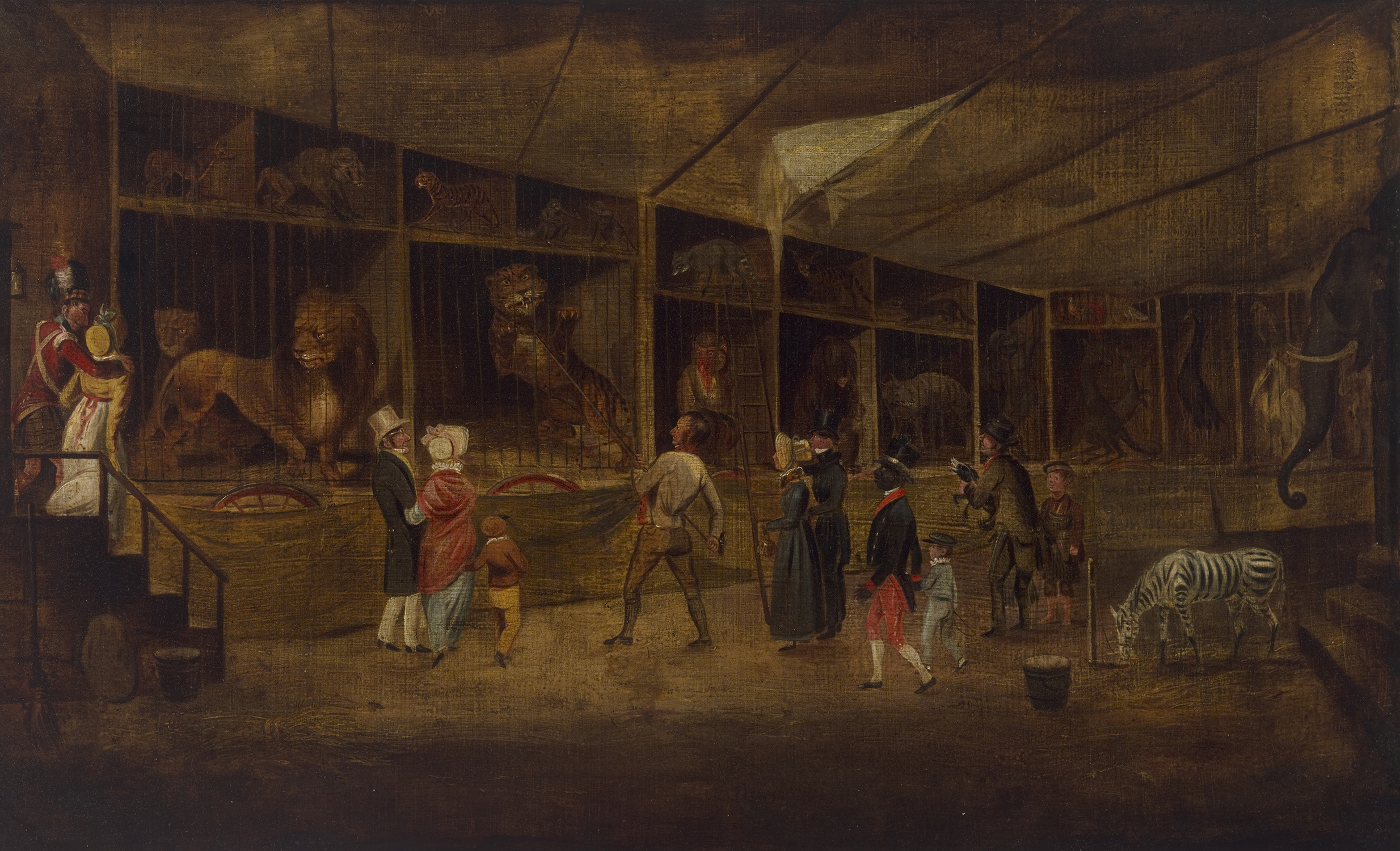
جانورخانه پادشاهی روبرتسون، لندن، حدود ۱۸۲۰ میلادی

در سدهٔ نوزدهم، باغ‌های جانورشناسی نوین با رویکرد علمی و آموزشی، جایگزین جانورخانه‌های اشرافی شدند. آخرین جانورخانه در اروپا Tiergarten Schönbrunn در وین بود که تا سال ۱۹۲۴ به‌طور رسمی به عنوان یک باغ‌وحش شناخته می‌شد، پیش از اینکه به یک باغ جانورشناسی نوین با جهت‌گیری‌های علمی، آموزشی و حفاظتی تبدیل شود. به دلیل تداوم محلی آن، باغ وحش پیشین که در قرون وسطی از طریق سنت باروک مجموعه‌های خصوصی جانوران وحشی شاهزاده‌ها و پادشاهان تأسیس شد، اغلب به‌عنوان قدیمی‌ترین باغ‌وحش برجای‌مانده در جهان دیده می‌شود. اگرچه بسیاری از محوطه‌های قدیمی باروک تغییر کرده‌اند، هنوز هم می‌توان تصور خوبی از مجموعه متقارن جانورخانه‌های شاهانه پیین داشت.

## جانورخانه‌های گردشی
در انگلستان جانورخانه‌های گردشی برای نخستین بار در حدود سال ۱۷۰۰ پدید آمد. برخلاف جانورخانه‌های اشرافی، این مجموعه‌های جانوری گردشی توسط نمایش‌هایی اداره می‌شد که ولع احساسات مردم عادی را برآورده می‌کردند. اندازه این حیوانات نمایش داده می‌شد، اما بزرگ‌ترین آنها نمایش‌های جورج وامبول بود. نخستین رکورد مرگ‌ومیر در یکی از این باغ‌خانه‌های گردشی، مرگ هانا تویننوی در سال ۱۷۰۳ بود که توسط ببری در مالمزبری، ویلت‌شایر کشته شد. همچنین در آمریکای شمالی، جانورخانه‌های گردشی در آن زمان محبوبیت بیشتری پیدا کردند.
نخستین جانوران بیگانه‌ای که در آمریکا به نمایش گذاشته شد یک شیر در بوستون در سال ۱۷۱۰ بود و یک سال بعد در همان شهر یک شتر به نمایش درآمد. ملوانی در اوت ۱۷۲۷ به همراه یک شیر دیگر به فیلادلفیا رسید که به مدت هشت سال در این شهر و شهرهای پیرامون آن را به نمایش گذاشته شد. نخستین فیل در سال ۱۷۹۶ توسط کاپیتان کشتی به نام جیکوب کرونینشیلد از هند به آمریکا وارد شد. این نخستین بار بود که در شهر نیویورک به نمایش گذاشته شد و به‌طور گسترده در ساحل شرقی به بالا و پایین سفر کرد. در سال ۱۸۳۴، در نیویورک جانورخانه جیمز و ویلیام هاوس به همراه یک فیل، یک کرگدن، یک شتر، دو ببر، یک خرس قطبی و چندین طوطی و میمون به نیوانگلند گردش کردند.